# Демченко Олександр Іванович (музикознавець)
Олександр Іванович Демченко (нар. 1943, Москва ) - радянський і російський музикознавець, доктор мистецтвознавства, професор.

## Біографічні дані
Закінчив диригентсько-хорове відділення Псковського музичного училища, вступив до Білоруської державної консерваторії за класом композиції. Після другого курсу перервав навчання і почав професійно займатися журналістикою та літературною працею, супроводжуючи їх численними поїздками по країні. Навчання відновив вже на музикознавчому відділенні Саратовської державної консерваторії, після закінчення якої вступив до аспірантури Ленінградського інституту театру, музики та кінематографії. Дисертацію на здобуття наукового ступеня кандидата мистецтвознавства захистив під керівництвом Лева Раабена.
Після закінчення в 1974 Саратовської консерваторії залишився в ній працювати  .
Навчався в докторантурі  Московської державної консерваторії імені П. І. Чайковського; досертацію на здобуття наукового ступеня доктора мистецтвознавства захистив під керівництвом Олени Долинської.
Професор Саратовської державної консерваторії імені Л. В. Собінова, професор Саратовського державного університету, професор Саратовського державного соціально-економічного університету, професор Оренбурзького державного інституту мистецтв імені Л. та М. Ростроповичів  .
Голова Об'єднаної докторської спеціалізованої вченої ради при Саратовській консерваторії, член спеціалізованої вченої ради при Ростовській державній консерваторії імені С. В. Рахманінова  .
Ініціатор створення та член редакційної колегії загальноросійського журналу «Проблеми музичної науки»  .

## Участь у творчих та громадських організаціях
- Член Спілки композиторів СРСР [1]
- Член Союзу композиторів РФ [1]
- Член Спілки журналістів СРСР [1]
- Член Спілки журналістів РФ [1]
- Дійсний член (академік) Російської академії природознавства [1]
- Дійсний член (академік) Європейської академії природознавства [1]

## Нагороди та звання
- Заслужений діяч мистецтв Російської Федерації [1]
- Заслужений діяч науки та освіти [1]
- Лауреат Всесоюзного конкурсу на кращу музикознавчу роботу (1974) [1]
- Знак Міністерства культури РФ «За досягнення у культурі» (2001) [1]
- Лауреат Всеросійського конкурсу на найкращий навчально-методичний посібник (2009) [1]
- Золота медаль ім. Ст. І. Вернадського за успіхи у розвитку вітчизняної науки (2009) [1]
- Почесне звання «Засновник наукової школи» [1]

## Публікації

### Книги
| - Демченко А. И. Летопись эпохи в современном музыкальном искусстве. – Саратов, «Знание», 1979 - Демченко А. И. Отечественная музыка начала ХХ века. – Саратов, СГУ, 1990 - Демченко А. И. Концепционный анализ избранных произведений отечественной музыки начала ХХ века. – Саратов, Pan–Art, 1991 - Демченко А. И. У времени в плену. – Саратов, Приволжское книжное издательство, 1991 - Демченко А. И. Леонид Сметанников. – Саратов, Приволжское книжное издательство, 1994 - Демченко А. И. Пианист Лев Шугом. – Саратов, Приволжское книжное издатель-ство,1996 - Демченко А. И. Два пути музыкального исполнительства. Мария Юдина, Эмиль Гилельс. – Саратов, Pan–Art, 1998 - Демченко А. И. Голос души мира (Искусство Ф.И. Шаляпина). – Саратов, Pan–Art, 1998 - Демченко А. И. «Что не подвластно мне?..» (Муза Александра Пушкина). – Сара-тов, Pan–Art, 1999 - Демченко А. И. Балет И.Стравинского «Весна священная». – М., Композитор, 2000 - Демченко А. И. Эра Средневековья: из тьмы к свету. – Петербург, Пальмира, 2000 - Демченко А. И. Концепционный метод музыкально-исторического анализа. – Саратов, Pan–Art, 2001 - Демченко А. И. «Музыка над Волгой». – Саратов, Приволжское книжное издательство, 2001 - Демченко А. И. Юрий Массин Саратов, Приволжское книжное издательство, 2001 - Демченко А. И. Музыкальная культура Саратова. – Саратов, Приволжское книжное издательство, 2001 - Демченко А. И. Полёт и музыка души. – Саратов, Приволжское книжное издательство, 2002 - Демченко А. И. Введение в музыкознание. – Саратов, Pan–Art, 2002 - Демченко А. И. Музыкознание Древнего мира и Античности.– Саратов, Pan–Art, 2002 - Демченко А. И. Музыкознание Средневековья. – Саратов, Pan–Art, 2002 - Демченко А. И. Музыкознание эпохи Возрождения. – Саратов, Pan–Art, 2002 - Демченко А. И. Музыкознание эпохи Барокко. – Саратов, Pan–Art, 2002 - Демченко А. И. Музыкознание второй половины XVIII века.– Саратов, Pan–Art, 2002 - Демченко А. И. Музыкознание первой половины XIX века. – Саратов, Pan–Art, 2002 - Демченко А. И. Музыкознание второй половины XIX века. – Саратов, Pan–Art, 2002 - Демченко А. И. Музыкознание рубежа и начала ХХ века. – Саратов, Pan–Art, 2002 - Демченко А. И. Музыкознание первой половины ХХ века. – Саратов, Pan–Art, 2002 - Демченко А. И. Музыкознание второй половины XX века. – Саратов, Pan–Art, 2002 - Демченко А. И. Барокко. – Тамбов, ТГМПИ, 2002 - Демченко А. И. Базисные эстетические постулаты эпохи Возрождения. – Новосибирск, Сибирь, 2002 - Демченко А. И. Саратовские пианисты. – Саратов, СГК, 2002 - Демченко А. И. Романтизм. – Тамбов, ТГМПИ, 2002 - Демченко А. И. Искусство С.Я.Лемешева . Тверь, Верхневолжское издатель-ство,2002 - Демченко А. И. Соискателю учёной степени. – Саратов, Pan–Art, 2003 - Демченко А. И. К вершинам искусства. – Саратов, Pan–Art, 2003 - Демченко А. И. Избранные статьи о музыке. Вып.1. – Саратов, 2003 - Демченко А. И. Портреты выдающихся мастеров музыкального исполнительства М., Композитор, 2003 - Демченко А. И. Творчество Р.К.Щедрина. – Саратов, СГК, 2004 - Демченко А. И. Русские певцы. – Саратов, Pan–Art, 2004 - Демченко А. И. Творчество М.И.Глинки. – Саратов, СГК, 2004 - Демченко А. И. Избранные статьи. Вып.2. – Саратов, СГК, 2004 - Демченко А. И. Творчество А.Г.Шнитке. – Саратов, СГК, 2004 - Демченко А. И. Модерн I. Начало ХХ века. (1890–1920-е гг.). – Саратов, Pan–Art, 2005 - Демченко А. И. Модерн II. Середина ХХ века (1930–1950-е гг.). – Саратов, Pan–Art, 2005 - Демченко А. И. Модерн III. Вторая половина ХХ века (1960–1980-е гг.). – Pan–Art, Саратов, 2005 - Демченко А. И. ХХ век. – Саратов, Pan–Art, 2005 - Демченко А. И. Лион Фейхтвангер. – Спб., Пальмира, 2005 - Демченко А. И. Этюды о Пушкине Спб., Пальмира, 2005 - Демченко А. И. Творчество Е.В.Гохман. – Саратов, СГК, 2005 - Демченко А. И. Избранные статьи. Вып.4. – Саратов, СГК, 2005 - Демченко А. И. Идея космизма в художественной культуре ХХ века. – Саратов, Pan–Art, 2005 - Демченко А. И. Елена Гохман. – Саратов, Pan–Art, 2005 - Демченко А. И. Пианист Анатолий Скрипай. – Саратов, СГК, 2005 - Демченко А. И. Творчество Е.В.Гохман. – Саратов, СГК, 2005 - Демченко А. И. Картина мира в музыкальном искусстве России начала ХХ века. – М., Композитор, 2005 - Демченко А. И. Соискателю учёной степени кандидата искусствоведения. – Сара-тов, 2006 - Демченко А. И. Древний мир. – Саратов, Научная книга 2006 - Демченко А. И. Античность. – Саратов, Научная книга 2006 - Демченко А. И. Средневековье. – Саратов, Научная книга 2006 - Демченко А. И. Возрождение. – Саратов, Научная книга 2006 - Демченко А. И. Барокко. – Саратов, Научная книга 2006 - Демченко А. И. Просвещение. – Саратов, Научная книга 2006 - Демченко А. И. Романтизм. – Саратов, Научная книга 2006 - Демченко А. И. Постромантизм. – Саратов, Научная книга 2006 - Демченко А. И. Модерн I. – Саратов, Научная книга 2006 - Демченко А. И. Модерн II. – Саратов, Научная книга 2006 - Демченко А. И. Модерн III. – Саратов, Научная книга 2006 - Демченко А. И. Постмодерн. – Саратов, Научная книга, 2006 - Демченко А. И. Мировая художественная культура. – Саратов, Научная книга, 2006 - Демченко А. И. Два столетия музыкальной культуры Саратова Саратов, Приволжское книжное издательство, 2006 - Демченко А. И. Искусство Сергея Лемешева. – Саратов, Научная книга, 2007 - Демченко А. И. Этапы эволюции современной музыки. – Саратов, Научная книга, 2007 - Демченко А. И. Творчество Й.Гайдна. – Саратов, СГК, 2007 - Демченко А. И. Ж.Л.Давид. – Саратов, Pan–Art, 2007 - Демченко А. И. А.К.Толстой. – СПб., Пальмира, 2007 - Демченко А. И. Соискателю учёной степени кандидата искусствоведения. – Саратов, Научная книга, 2007 - Демченко А. И. О.Энгр. – Саратов, Pan–Art, 2007 - Демченко А. И. Странствующие актёры Средневековья. – Саратов, Научная книга, 2007 - Демченко А. И. «Золотой век» русской художественной культуры. – Саратов, Научная книга, 2008 - Демченко А. И. Коллаж и полистилистика. – Саратов, Pan–Art, 2008 - Демченко А. И. «Русский путь» и «русская идея» в творчестве Рахманинова. – Саратов, Научная книга, 2008 - Демченко А. И. Хуан Рамон Хименес и испанская поэзия ХХ века. – СПб., Пальмира, 2008 - Демченко А. И. Творчество Стравинского. – Саратов, СГК, 2008 - Демченко А. И. Творчество Рахманинова. – Саратов, СГК, 2008 - Демченко А. И. Ранний русский музыкальный авангард. – Саратов, Научная книга, 2008 - Демченко А. И. Статьи о музыке. – М., Композитор, 2008 - Демченко А. И. Искусство Леонида Сметанникова. – М., Композитор, 2008 - Демченко А. И. Мифологемы Древнего мира. – СПб, Пальмира, 2008 - Демченко А. И. Гёте и музыка. – Саратов, СГК, 2009 - Демченко А. И. А.С. Пушкин и музыка.– Саратов, СГК, 2009 - Демченко А. И. А.К. Толстой и музыка. – Саратов, СГК, 2009 - Демченко А. И. Гений из Энгельса. – Саратов, Белый город, 2009 - Демченко А. И. Творчество Шнитке. – Саратов, СГК, 2009 - Демченко А. И. Позднее творчество Альфреда Шнитке. – Саратов, Научная книга, 2009 - Демченко А. И. Антитезы эпохи Барокко. – СПб, Пальмира, 2009 - Демченко А. И. Альфред Шнитке. Контексты и концепты М., Композитор, 2009 - Демченко А. И. Конструктивизм в музыкальном искусстве. – Саратов, СГК, 2009 - Демченко А. И. Мировая художественная культура как системное целое. – М., Высшая школа, 2010 - Демченко А. И. Соискателю учёной степени кандидата (доктора) искусствоведения М., Композитор, 2010 - Демченко А. И. Русские певцы. – Саратов, СГК, 2010. - Демченко А. И. Райнер Мария Рильке. – СПб., Пальмира, 2010 - Демченко А. И. Начало русской литературы. – Липецк, Рассвет, 2010 - Демченко А. И. Иван Андреевич Крылов. – Тверь, Волга, 2010 - Демченко А. И. Концепционный метод музыкально-исторического анализа. – М., Композитор, 2010 - Демченко А. И. Избранные страницы творчества Елены Гохман. – Саратов, Аквариус, 2010 - Демченко А. И. Эстетика и антиэстетика тоталитаризма. – СПб., Пальмира, 2011 - Демченко А. И. От Эзопа до Крылова. – Тверь, Волга, 2011 - Демченко А. И. Салтыков-Щедрин: «Люблю Россию до боли…» Тверь, Волга, 2011 - Демченко А. И. Сокровищница искусства Твери. – Тверь, Волга, 2011 - Демченко А. И. Валентин Серов: Петербург–Домотканово. – Тверь, Волга, 2011 - Демченко А. И. Творчество И.Ф.Стравинского. – Саратов, СГК, 2011 - Демченко А. И. Творчество С.В.Рахманинова. – Саратов, СГК, 2011 - Демченко А. И. «Серебряный век» русской художественной культуры. – Саратов, СГК,2011 - Демченко А. И. Сокровищница искусства Ярославля. – Ярославль, Ярославия, 2011 - Демченко А. И. Сокровищница искусства Костромы. – Кострома, Обитель, 2011 - Демченко А. И. Сокровищница искусства Иванова. – Иваново, Доброхот, 2011 - Демченко А. И. Сокровищница искусства Нижнего Новгорода. – Нижний Новгород, Арзамас, 2012 - Демченко А. И. Врубель и его время Петербург, СПб., Пальмира, 2012 - Демченко А. И. Рембрандт и его время Петербург, СПб., Пальмира, 2012 - Демченко А. И. Космогония авангарда, Саратов, Аквариус, 2012 - Демченко А. И. Музыка ХХ века. – Саратов, СГК, 2012 - Демченко А. И. Творчество Р. К. Щедрина. – Саратов, СГК, 2012 - Демченко А. И. Сокровищница искусства Ульяновска. – Ульяновск, Приволье, 2012 - Демченко А. И. Сокровищница искусства Самары. – Самара, Жигули, 2012 - Демченко А. И. Саратовская консерватория (1912–2012) Саратов, СГК, 2012 - Демченко А. И. Классический реализм Постромантизма. – СПб., Пальмира, 2012 - Демченко А. И. Маньеризм и рококо как ипостаси стиля барокко. Новосибирск, Сибирь, 2012 - Демченко А. И. Сокровищница искусства Волгограда. – Волгоград, Степь, 2012 - Демченко А. И. Сокровищница искусства Астрахани. – Астрахань, Дельта, 2012 - Демченко А. И. Два солнца мировой литературы. М., Студент, 2012 - Демченко А. И. Аналогии и параллели. Саратов, 2013 - Демченко А. И. Сергей Рахманинов. Звёзды и тернии «русского пути». – Тамбов, 2013 - Демченко А. И. Мир музыкальной культуры. Саратов, 2013 - Демченко А. И. Сводная редакция евангелий Матфея, Марка, Луки и Иоанна. Саратов, 2013 - Демченко А. И. Немеркнущие идеалы Античности – Пенза, Свет, 2013 - Демченко А. И. «Золотой фонд» столицы Поволжья. – Саратов, Добродея, 2015 - Демченко А. И. Коллаж и полистилистика: от экспериментов авангарда в общехудожественное пространство (монография). – Саратов, СГК, 2015 - Демченко А. И. Коллаж и полистилистика (учебное пособие). – Саратов, СГК, 2015 - Демченко А. И. За линией горизонта. – Саратов, СГК, 2015 - Демченко А. И. Вехи. События. Лица (Искусство Саратова). – Саратов, Добродея, 2015 - Демченко А. И. Творчество Г.В.Свиридова. – Саратов, СГК, 2015 - Демченко А. И. Творчество А.И.Хачатуряна. – Саратов, СГК, 2015 - Демченко А. И. Con tempo. Композитор Елена Гохман М., Композитор, 2016 - Демченко А. И. Творчество С.С.Прокофьева. – Саратов, СГК, 2016 - Демченко А. И. Творчество А.Г.Шнитке. – Саратов, СГК, 2016 - Демченко А. И. Творчество М.И.Глинки. – Саратов, СГК, 2016 - Демченко А. И. Азбука музыкального искусства. – Саратов, СГК, 2017 - Демченко А. И. Два гения с берегов Волги. – Саратов, СГК, 2017 - Демченко А. И. Иллюзии и аллюзии. Мифопоэтика музыки о Революции М., Композитор, 2017 - Демченко А. И. Избранные статьи. Вып.3. – Саратов, СГК, 2017 - Демченко А. И. Классики отечественной музыки. Михаил Иванович Глинка. – М., Музыка, 2017 - Демченко А. И. Очерки музыкального искусства. Барокко. – Саратов, СГК, 2017 - Демченко А. И. Освободительная эпопея в зеркале музыкального искусства России. – Саарбрюккен, Lambert Academic Publishing, 2017 - Демченко А. И. «…Тяжкий путь познания». Лион Фейхтвангер. – Тамбов, ТГМПИ, 2017 |

### Статті
- Демченко А. И. Альфред Шнитке — гений из Энгельса // Практический журнал для учителя. 2013, № 7
- Демченко А. И. В ситуации разлома эпох // Искусство и искусствоведение. — Кемерово, 2013
- Демченко А. И. Веяния Постмодерна в музыке российской провинции // Проблемы современной музыки. — Пермь, 2013
- Демченко А. И. Драма стильных страстей // Искусство и искусствоведение. — Кемерово, 2013
- Демченко А. И. Знаки и знамения инобытия в музыкальном искусстве // Музыкальная семиотика. — Астрахань, 2013
- Демченко А. И. «Итак, звалась она Татьяной…» // Музыкальная академия. 2013, № 2
- Демченко А. И. Контексты, подтексты и «посттексты» творчества М. И. Глинки // Аналогии и параллели. — Саратов, 2013
- Демченко А. И. Мир личности в творчестве Альфреда Шнитке // Альфреду Шнитке посвящается. Вып.9. — М., 2013
- Демченко А. И. Музыкальная космогония // Проблемы музыкальной науки. 2013, № 2
- Демченко А. И. Музыкально-теоретические постулаты Древнего мира и Античности // Проблемы художественного творчества. — Саратов, 2013
- Демченко А. И. На волне высокого жизненного подъёма // Искусство и искусствоведение. — Кемерово, 2013
- Демченко А. И. На переломе времён // Музыка в современном мире. — Тамбов, 2013
- Демченко А. И. О значении народного компонента в академическом образовании (статья) // Восток и Запад. — Астрахань, 2013
- Демченко А. И. О значении народного компонента в академическом образовании (тезисы) // Восток и Запад. — Астрахань, 2013
- Демченко А. И. О значении народного компонента в академическом образовании // Восток и Запад: этническая идентичность. — Астрахань, 2013
- Демченко А. И. Пейзажные мотивы в творчестве С. В. Рахманинова // Исторические науки и искусствоведение. — 2013
- Демченко А. И. Пианистическая плеяда // Фортепиано. — 2012, № 3-4
- Демченко А. И. Пианистические традиции Саратовского колледжа искусств // Культурное наследие Саратова. — Саратов, 2013
- Демченко А. И. Подводя итоги // Аналогии и параллели. — Саратов, 2013
- Демченко А. И. Позднее творчество С. В. Рахманинова // Проблемы музыкальной науки. 2013, № 1.
- Демченко А. И. Постмодерн Елены Гохман // Современное музыкальное искусство. — Самара, 2013
- Демченко А. И. Рахманинов и «серебряный век» // Музыка и время. 2013, № 4
- Демченко А. И. Рахманинов и основные стилевые тенденции его времени // Искусствоведение в контексте других наук. — М., 2013
- Демченко А. И. Рахманинов — парабола эволюции // Личность и творчество Рахманинова. — Тамбов, 2012
- Демченко А. И. Региональная специфика деятельности художественного вуза // Оренбуржье музыкальное. — 2012, № 3
- Демченко А. И. Романтика Марии Юдиной // Аналогии и параллели. — Саратов, 2013
- Демченко А. И. Россия Рахманинова // Рахманинов и мировая культура. — Тамбов, 2013
- Демченко А. И. Сергей Васильевич Рахманинов: траектория творчества // Музыка в современном мире. — Тамбов, 2013
- Демченко А. И. Сергей Рахманинов. Звёзды и тернии «русского пути» // Тамбов, 2013
- Демченко А. И. Творчество Рахманинова 1910-х годов в контексте «модерна» и «авангарда» // Искусство и культура. — 2013, № 2
- Демченко А. И. У истоков XX века // Проблемы музыкальной науки. 2013, № 2
- Демченко А. И. Уроки выдающегося мастера // Исполнительская интерпретация. — Саратов, 2013
- Демченко А. И. Фундаментально о фундаментальном // Музыкальная академия. — 2012, № 4
- Демченко А. И. Христианские дискурсы музыки Альфреда Шнитке // Христианство и славянское культурное наследие. — Кемерово, 2013
- Демченко А. И. Художественное образование на путях интеграции // Культура, искусство и образование. — Оренбург, 2013
- Демченко А. И. Художественный вуз как центр культуры // Культурное наследие Саратова. — Саратов, 2013